# Sportåret 1986

## Händelser

### Allmänt
- 6-15 augusti - Världsmästerskapen avgörs i Göteborg, och omfattar simning, friidrott och bågskytte.[1]
- 17 oktober - IOK meddelar från Lausanne att olympiska sommarspelen 1992 avgörs i Barcelona och inte i någon av motkandidatorterna Brisbane, Paris eller Belgrad och att olympiska vinterspelen 1992 avgörs i Albertville och inte i någon av motkandidatorterna Sofia eller Falun/Åre.[1]

### Amerikansk fotboll
- Chicago Bears besegrar New England Patriots med 46 – 10 i Super Bowl XX . (Final för 1985).

#### NFL:s slutspel för 1986

##### NFC (National Football Conference)
- - Lagen seedades enligt följande
- 1 New York Giants
- 2 Chicago Bears
- 3 San Francisco 49ers
- 4 Washington Redskins (Wild Card)
- 5 Los Angeles Rams (Wild Card)
  - Omgång I (Wild Cards)
- Washington Redskins besegrar Los Angeles Rams med 19 - 7

- - Omgång II
- New York Giants besegrar San Francisco 49ers med 49 - 3
- Washington Redskins besegrar Chicago Bears med 27 - 13

- -     - Omgång III
- New York Giants besegrar Washington Redskins med 17 - 0 i NFC-finalen

##### AFC (American Football Conference)
- - Lagen seedades enligt följande
- 1 Cleveland Browns
- 2 Denver Broncos
- 3 New England Patriots
- 4 New York Jets (Wild Card)
- 5 Kansas City Chiefs (Wild Card)

- - Omgång I (Wild Cards)
- New York Jets besegrar Kansas City Chiefs 35 - 15

- - Omgång II
- Cleveland Browns besegrar New York Jets med 23 – 20 (i andra förlängningen)
- Denver Broncos besegrar New England Patriots med 22 - 17

- -     - Omgång III
- Denver Broncos besegrar Cleveland Browns med 23 - 20 i AFC-finalen (efter förlängning)

### Badminton
- 5 april - Världsmästerskapen i Uppsala avslutas.[1]
- 16 november - Nordiska mästerskapen i Reykjavik avslutas.[1]

### Bandy
- 14 mars - IF Boltic blir svenska dammästare genom att finalslå Stångebro BK med 5-2 på Söderstadion i Stockholm.[2]
- 16 mars - Vetlanda BK blir svenska herrmästare genom att finalslå IF Boltic med 3-2 på Söderstadion i Stockholm.[3][4]
- Okänt datum – Kanada startar ett bandyprogram, då spelet hittat dit efter att ha spridits till USA.[5]

### Baseboll
- 27 oktober - National League-mästarna New York Mets vinner World Series med 4-3 i matcher över American League-mästarna Boston Red Sox.[6]

### Basket
- 5 april - Alvik BK, Stockholm blir svenska mästare för herrar.[1]
- 8 juni - Boston Celtics vinner NBA-finalserien mot Houston Rockets.[7]
- 20 juli - USA blir herrvärldsmästare genom att finalslå Sovjet med 87-85 i Madrid.[8]
- 17 augusti - USA blir damvärldsmästare i São Paulo genom att finalslå Sovjet med 108-88.[9]
- Solna IF blir svenska mästare för damer.

### Bordtennis
- 2 februari - Jan-Ove Waldner, Sverige vinner herrklassen och Fliura Bulatova, Sovjet vinner damklassen vid Europa Top 12 i Södertälje.[1]
- 7-9 mars - Svenska mästerskapen avgörs i Östersund.[1]
- 13 april - Europamästerskapen i Prag avslutas.[1]
- 7 december - Jan-Ove Waldner, Sverige vinner herrklassen vid Franska öppna i Lyon.[1]
- Jörgen Persson blir europamästare i bordtennis genom att i finalen besegra L. Kucharski, Polen.
- Erik Lindh & Jan-Ove Waldner blir europamästare i herrdubbel genom att i finalen besegra  Mikael Appelgren & Ulf Carlsson, Sverige
- Sverige segrar i lagtävlingen före Frankrike

### Bowling
- 10-11 maj - Svenska lagmästerskapen avgörs i Göteborg.[1]
- 18-19 oktober - Världscupen avslutas i Köpenhamn.[1]

### Boxning
- 4 mars - Frank Bruno, Storbritannien besegrar Tim Witherspoon, USA i London i en kvalmatch till kampen om WBA-titeln.[1]
- 11 mars - 31-årige Marvin Hagler, USA blir behåller världsmästartiteln i tungviktsboxning genom att besegra 26-årige John Mugabi, Uganda i Las Vegas.[1]
- 23 mars - Nordiska amatörmästerskapen avgörs i Helsingfors.[1]
- 18 april - Staffan Tangstad, Norge blir Europamästare i tungviktsboxning genom att besegra John Westgarth, Storbritannien vid titelmatchen i Randers.[1]
- 8-18 maj - Amatörvärldsmästerskapen avgörs i Reno.[1]
- 20 juli - Tim Witherspoon, USA besegrar Frank Bruno, Storbritannien på Wembley Stadium i titelmatchen om WBA-titeln.[1]
- 6 september - Michael Spinks, USA besegrar Staffan Tangstad, Norge i Las Vegas i match om IBF-titeln i mellanvikt.[1]
- 17 oktober - Jesse Ferguson, USA besegrar Lillen Eklund, Sverige vid en tungviktsmatch i Randers.[1]
- 23 november - 20-årige Mike Tyson, USA golvar 33-årige Trevor Berbick, Kanada med en vänsterkrok med 25 sekunder kvar av andra ronden vid en tungviktsmatch om WBC-bältet i Las Vegas, och blir därmed yngste professionella tungviktsvärldsmästaren någonsin.[1]
- 13 december - James Smith, USA besegrar Tim Witherspoon, USA i New York och erövrar därmed WBA-titeln i tungviktsboxning.[1]

### Brottning
- 25 november - Tomas Johansson tilldelas Svenska Dagbladets guldmedalj för sin världsmästartitel  i tungviktsbrottning.[1]

### Bågskytte
- 29- 30 augusti - Världsmästerskapen avgörs i Radstadt.[1]

### Curling
- 7 april - Kanada vinner världsmästerskapet för herrar i Toronto före Skottland och USA.[1]
- 13 december - Schweiz vinner Europamästerskapet för herrar i Köpenhamn genom att finalslå Sverige med 8-7.[1]
- Kanada vinner världsmästerskapet för damer före Tyskland och Sverige.
- Västtyskland vinner Europamästerskapet för damer i Köpenhamn genom att finalslå Schweiz med 7-3, och gå obesegrade genom turneringen.[1]

### Cykel
- 2 juni - Roberto Visentini,  Italien vinner Giro d'Italia.[1]
- 7 juni - Gilbert Duclos-Lassalie,  Frankrike vinner Postgirot.[1]
- 27 juli - Greg Lemond, USA vinner Tour de France[1]
- 1-3 augusti - Nordiska mästerskapen avgörs i Århus.[1]

- Moreno Argentin,  Italien  vinner herrarnas landsvägslopp i VM.
- Alvaro Pino, Spanien vinner Vuelta a España

### Fotboll
- 21 mars – Egypten vinner afrikanska mästerskapet i Egypten genom att besegra Kamerun med 5–4 efter straffsparksläggning vid finalen i Kairo.[10]
- 2 maj – Dynamo Kiev vinner Europeiska cupvinnarcupen efter att i finalen ha besegrat Atletico Madrid FC med 3–0 på Stade Gerland i Lyon.[11]
- 6 maj – Real Madrid vinner UEFA-cupen mot 1. FC Köln med 5-1 och 0-2.[11]

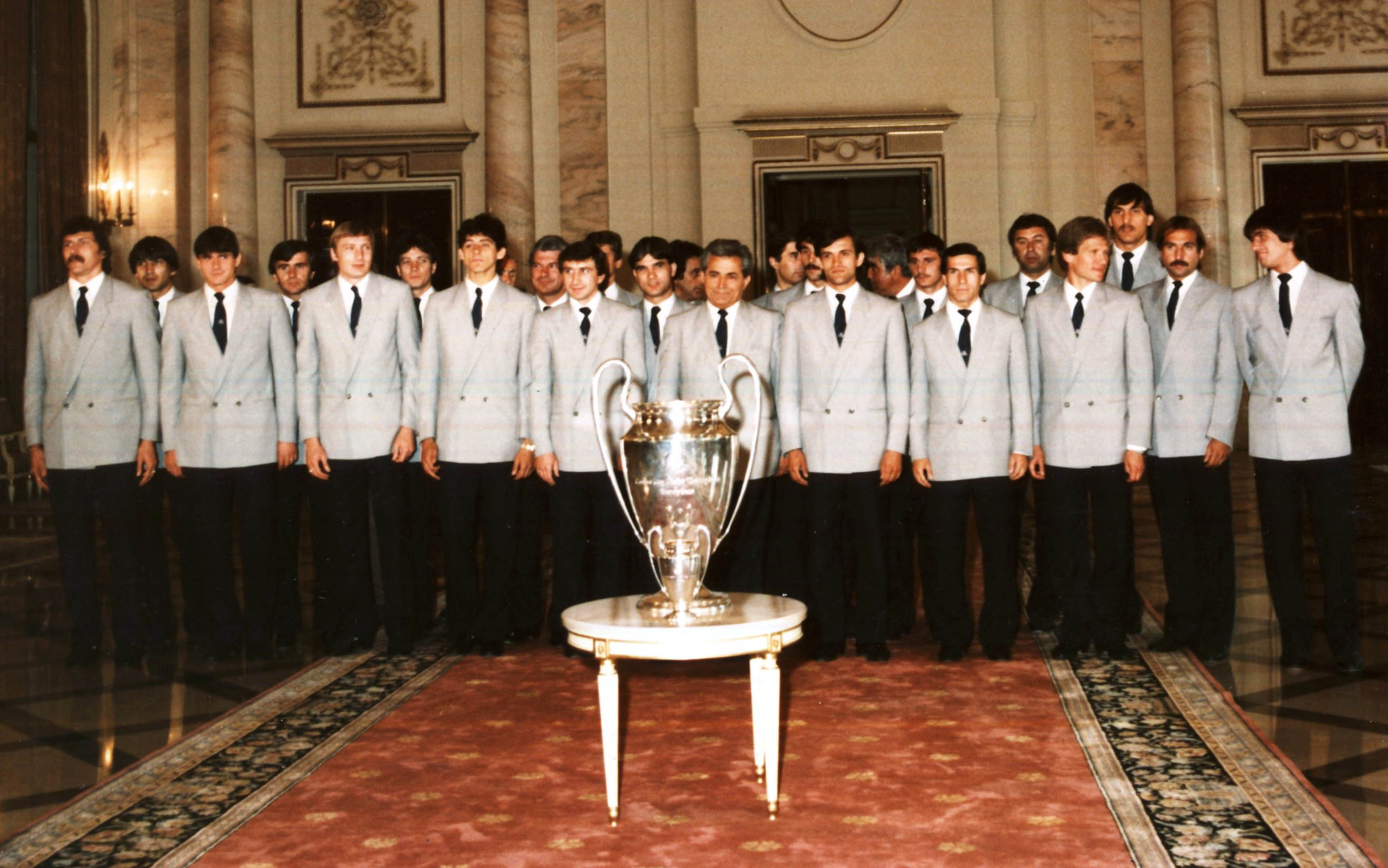
FC Steaua Bukarests mästarlag.

- 7 maj – FC Steaua Bukarest vinner Europacupen för mästarlagefter att ha besegrat FC Barcelona med 2–0 efter straffsparksläggning vid finalen på Estadio Ramón Sánchez Pizjuán i Sevilla.[11]
- 10 maj – Liverpool FC vinner FA-cupfinalen mot Everton FC med 3-1 på Wembley Stadium.[12]
- 29 juni – Argentina vinner VM efter finalseger mot Västtyskland med 3-2 i Mexico City. Frankrike vinner brons. Gary Lineker vinner skytteligan med 6 mål.[13]
- 2 juli – Malmö FF vinner Svenska cupen för herrar genom att finalslå IFK Göteborg med 2-1 i Solna.[14]
- 22 juli – Brasilien spelar sin första officiella damlandskamp i fotboll, då man i Jesolo förlorar med 1-2 mot USA.[15]
- 23 augusti – San Marino spelar sin första herrlandskamp i fotboll, och förlorar med 0-1 mot kanadensiska U23-landslaget i Serravalle.[16]
- 26 oktober – Malmö FF:s damer blir svenska mästare i fotboll för första gången.[17]
- Okänt datum – Öxabäcks IF vinner Svenska cupen för damer genom att finalslå Sunnanå SK med 2-0.[18]
- Okänt datum – Igor Belanov, Sovjet, utses till Årets spelare i Europa.
- Okänt datum – Diego Maradona, Argentina, utses till Årets spelare i Sydamerika av tidningen El Mundo.
- Okänt datum – Antonio Alzamendi, Uruguay, utses till Årets spelare i Sydamerika av tidningen El País.
- Okänt datum – Badou Zaki, Marocko, utses till Årets spelare i Afrika.

#### Ligasegrare / resp. lands mästare
- Belgien - RSC Anderlecht
- England - Liverpool FC
- Frankrike - Paris Saint-Germain FC
- Italien - Juventus FC
- Nederländerna – PSV Eindhoven
- Skottland - Celtic FC
- Portugal – FC Porto
- Spanien - Real Madrid CF
- Sverige - Malmö FF
- Västtyskland - FC Bayern München

### Friidrott
- 2-23 februari - Inomhus-Europamästerskapen avgörs i Madrid.[1]
- 20 april
  - Toshihiko Seko, Japan vinner herrklassen och Grete Waitz, Norge vinner damklassen vid London Marathon.[1]
  - Tore Gustafsson noterar nytt svenskt rekord i släggkastning då han uppnår 77.26 meter vid tävlingar i Pullman i Washington.[1]
- 11 maj
  - Tore Gustafsson noterar nytt svenskt rekord i släggkastning då han uppnår 77.76 meter vid tävlingar i Pullman i Washington.[1]
  - Dagbladsstafetten avgörs i Stockholm.[1]
- 7 juni - Kjell-Erik Stål, Sverige vinner herrklassen i Stockholm Marathon medan Evy Palm, Sverige vinner damklassen.[1]
- 21 juni
  - Heike Drescher, Östtyskland noterar nytt världsrekord i längdhopp för damer, då hon hoppar 7.45 i Tallinn under landskampen Sovjet-Östtyskland.[1]
  - Miro Zalar noterar i Luzern nytt rekord i stavhopp för herrar, då han hoppar 5.62 meter.[1]
- 22 juni - Jurij Sedych, Östtyskland noterar nytt världsrekord i släggkastning, då han hoppar 86.66 i Tallinn under landskampen Sovjet-Östtyskland.[1]
- 26 juni - Miro Zalar noterar i Västerås nytt rekord i stavhopp för herrar, då han hoppar 5.65 meter.[1]
- 5 juli - Ingrid Kristiansen, Norge noterar världsrekord på 10 000 meter löpning för damer, då hon klockas för tiden 30.13.75 minuter på Bislett stadion i Oslo.[1]
- 1 juli - DN-galan avgörs på Stockholms stadion.[1]
- 2 juli - Miro Zalar noterar i Nyköping nytt rekord i stavhopp för herrar, då han hoppar 5.70 meter.[1]
- 31 juli- 3 augusti - Svenska mästerskapen avgörs i Karlskrona.[1]
- 5 augusti - Ingrid Kristiansen, Norge noterar världsrekord på 10 000 meter löpning för damer, då hon klockas för tiden 14.37.33 minuter vid Stockholm Games på Stockholms stadion.[1]
- 9-10 augusti - Finnkampen avgörs på Helsingfors Olympiastadion. Sverige vinner herrkampen med 210.5-198.5, och Finland vinner damkampen med 184-138. Finland vinner pojklandskampen med 118-83 och Sverige vinner flicklandskampen med 86-71.[1]
- 17 augusti - Jordanka Donkova, Bulgarien noterar nytt världsrekord på 100 meter häck för damer, två gånger, vid GP-deltävlingar i Köln. Först springer hon 12.34 sekunder i försöken, och sedan på 12.29 i finalen.[1]
- 26-31 augusti - Inomhus-Europamästerskapen avgörs i Stuttgart.[1]
- 31 augusti - 31-årige Udo Beyer, Östtyskland noterar nytt världsrekord i kulstötning vid tävlingar i Östberlin då han får iväg kulan 22.64 meter.[1]
- 7 september - Jordanka Donkova, Bulgarien noterar nytt världsrekord på 100 meter häck för damer vid tävlingar i Ljubljana, där hon noteras för tiden 12.26 sekunder.[1]
- 17 september - Maria Stepanova, Sovjet blir första kvinna under 53 sekunder på 400 meter häck för damer vid tävlingar i Tasjkent, där hon klockas för tiden 59.94 sekunder.[1]
- 5 oktober - Suleimen Nyambui, Tanzania vinner herrklassen medan Grete Waitz, Norge vinner damklassen vid Lidingöloppet.[1]
- 31 december - Rolando Vera, Ecuador vinner herrklassen och Rosa Mota, Portugal vinner damklassen vid Sylvesterloppet i São Paulo.[19]
- Robert de Castella, Australien vinner herrklassen vid Boston Marathon.[20] medan Ingrid Kristiansen, Norge vinner damklassen.[21]
- Vid EM inomhus uppnås följande svenska resultat:
  - 400 m, damer: 3. Ann-Louise Skoglund – 52,40

- Vid EM uppnås följande svenska resultat:
  - 400 m, herrar : 3. Sven Nylander – 49,38
  - 10 km gång, damer:
    - 2. Ann Jansson – 46.13
    - 3. Siw Ybanez – 46.19

### Golf
- 11 maj - Ove Sellberg, Sverige vinner i Chepstow, som första svensk, en tävling på Europatouren.[1]
- 15 juni - Amatör-Europamästerskapen avslutas i Eindhoven.[1]
- 5 augusti – 23-årige Greg Turner, Nya Zeeland vinner SEO på Ullnabanan.[1]
- 26 oktober
  - Europatouren avslutas med herrtävlingar i La Manga och damtävlingar i Quinta da Lago. Herrarnas totalsegrare detta år blir Severiano Ballesteros, Spanien medan Laura Davies, Storbritannien vinner damernas tour före 20-åriga Liselotte Neumann, Sverige.[1]
  - Amatörvärldsmästerskapen avslutas i Caracas.[1]

#### Majorstävlingar

##### Herrar
- 14 april - Jack Nicklaus, USA vinner The Masters i Augusta.[1]
- 20 juli – 31-årig Greg Norman, Australien vinner British Open.[1]
- US Open - Raymond Floyd, USA
- PGA Championship - Bob Tway, USA
- Mest vunna vinstpengar på PGA-touren:  Greg Norman, Australien med $653 296
- Mest vunna vinstpengar på Champions Tour (Senior-touren): Bruce Crampton, Australien med $454 299

##### Damer
- Kraft Nabisco Championship - Pat Bradley, USA
- LPGA Championship - Pat Bradley, USA
- US Womens Open - Jane Geddes, USA
- Du Maurier Classic - Pat Bradley, USA
- Mest vunna vinstpengar på LPGA-touren: Pat Bradley , USA med $492 021

### Handboll
- 8 mars - Jugoslavien blir herrvärldsmästare genom att finalbesegra Ungern med 24-22 i Zürich.[22]
- 14 december - Sovjet blir damvärldsmästare genom att finalbesegra Tjeckoslovakien med 30-22 i Nederländerna.[23]
- Redbergslids IK blir svenska herrmästare.[1]
- Irsta HF blir svenska dammästare.[1]

### Hastighetsåkning på skridskor
- 26 januari - Hein Vergeer, Nederländerna blir herr-Europamästare i Oslo före Alexander Mozin, Sovjet och Tomas Gustafson, Sverige.[1]
- 15-16 februari - Hein Vergeer, Nederländerna blir herrvärldsmästare i Inzell före Oleg Bozjev, Sovjet och Viktor Sjasjerin, Sovjet.[1]
- 2 mars - Individuella svenska mästersakpen i Göteborg avslutas.[1]

### Hästsport

#### Ridsport
- 13 april - Världscupen i hästhoppning avslutas i Göteborg.[1]

#### Travsport
- 13 april - Amerikanske hästen Classy Rogue med William Casoli vinner Gran Premio Lotteria i Neapel före Super Play med Tommy Magnusson som kusk.[1]
- 25 maj - Rex Rodney från Norge vinner Elitloppet på Solvalla.[1]
- 23 augusti - Svenska mästerskapen i travsport avgörs på Åbytravet i Mölndal.[1]
- 7 september - Svenskt travderby avgörs på Jägersro.[1]

### Innebandy
- 12 april - Det internationella innebandyförbundet bildas i Huskvarna av representanter från Finland, Schweiz och Sverige.[24]
- 13 december - Balrog IK blir svenska dammästare genom att finalslå IK Balrog med 3-1 i Nyköping då 17-årige tremålsskytten Åsa Karlsson är den stora matchvinnaren.[24]

### Ishockey
- 4 januari - Sovjet vinner juniorvärldsmästerskapet i Kanada före Kanada och USA.[25]
- 23 mars - Färjestads BK blir svenska mästare efter slutspelsvinst över Södertälje SK med 3 matcher mot 2.[26]
- 28 april - Sovjet vinner världsmästerskapet i Moskva före Sverige och Kanada.[27]
- 24 maj - Stanley Cup vinns av Montreal Canadiens som besegrar Calgary Flames med 4 matcher mot 1 i slutspelet.[28]
- 30 augusti - CSKA Moskva, Sovjet vinner Europacupen i Rosenheim före Södertälje SK, Sverige och SB Rosenheim, Västtyskland.[29]
- 21 december - Sovjet vinner Izvestijaturneringen i Moskva före Kanada och Sverige.[30]

### Kanot
- 21-24 augusti - Världsmästerskapen avgörs i Montréal.[1]

### Karate
- 5 oktober - Världsmästerskapen i Sydney avslutas.[1]

### Konståkning
- 28 januari-2 februari - Europamästerskapen avgörs i Köpenhamn.[1]
- 21 mars - Världsmästerskapen avgörs i Genève.[1]

- VM
  - Herrar – Brian Boitano, USA
  - Damer – Debi Thomas, USA
  - Paråkning – Jekaterina Gordejeva & Sergej Grinkov, Sovjetunionen
  - Isdans – Natalia Bestemianova & Andrej Bukin, Sovjetunionen
- EM
  - Herrar – Josef Sabovčik, Tjeckoslovakien
  - Damer – Katarina Witt, DDR
  - Paråkning – Jelena Valova & Oleg Vasiljev, Sovjetunionen
  - Isdans – Natalia Bestemianova & Andrej Bukin, Sovjetunionen

### Motorsport

#### Formel 1
- 26 oktober - Världsmästare blir Alain Prost, Frankrike.[1]

#### Isracing
- 9 mars - Jurij Isvanov, Sovjet blir världsmästare på Söderstadion i Stockholm.[1]

#### Speedway
- 14 september - Erik Gundesen, Danmark blir världsmästare på sandbana i Pfarrkirchen.[1]

#### Rally
- 7 december - Juha Kankkunen, Finland vinner rally-VM.

#### Sportvagnsracing
- Derek Bell och Hans-Joachim Stuck vinner sportvagns-VM.
- Derek Bell, Hans-Joachim Stuck och Al Holbert vinner Le Mans 24-timmars med en Porsche 962C.

### Orientering
- 4 maj - Tiomila avgörs i terrängen runt Tullinge.[1]
- 25 juli - Femdagarsloppet avslutas i Borås.[1]

### Schack
- 19 juli - Lars-Åke Schneider blir svensk mästare i Malmö.[1]
- 17 oktober - Maja Tjiburdanidze, Sovjet blir damvärldsmästare då hon besegrar Jelenea Achmylovskaja, Sovjet med 8-5 vid tävlingar i Sovjet.[1]

### Simning
- 24-25 januari - Svenska kortbanemästerskapen avgörs i Malmö.[1]
- 18 juni - Heike Friedrich, Östtyskland noterar nytt damvärldsrekord på 200 meter frisim, 1.57.55 minuter, vid östtyska mästerskapen i Östberlin.[1]
- 2-6 juli - Svenska långbanemästerskapen i Mölndal avslutas.[1]
- 15-23 augusti - Världsmästerskapen avgörs i Madrid. Östtyskland vinner nationsstriden före USA och Kanada.[1]

### Skidor, alpina grenar
- 16 februari - Svenska mästerskapen avgörs i Almåsa.[1]

#### Herrar
- Ingemar Stenmark och Jonas Nilsson dubbelsegrar i världscupen vid slalompremiären i Sestriere Italien.

##### Världscupen
- Totalsegrare: Marc Girardelli, Luxemburg
- Slalom: Rok Petrović, Jugoslavien
- Storslalom: Joel Gaspoz, Schweiz
- SuperG: Markus Wasmeier, Västtyskland
- Störtlopp: Peter Wirnsberger, Österrike
- Kombination: Pirmin Zurbriggen, Schweiz

##### SM
- - Slalom vinns av Jörgen Sundqvist, IFK Arvidsjaur. Lagtävlingen vinns av Åre SLK
  - Storslalom vinns av Jörgen Sundqvist, IFK Arvidsjaur. Lagtävlingen vinns av Tärna IK Fjällvinden.
  - Störtlopp vinns av Niklas Henning, Åre SLK. Lagtävlingen vinns av Åre SLK.

#### Damer

##### Världscupen
- Totalsegrare: Maria Walliser, Västtyskland
- Slalom: Erika Hess, Schweiz
- Storslalom: Vreni Schneider, Schweiz
- SuperG: Marina Kiehl, Västtyskland
- Störtlopp: Maria Walliser, Västtyskland
- Kombination: Maria Walliser, Västtyskland

##### SM
- - Slalom vinns av Catarina Glassér-Bjerner, Stöten SLK. Lagtävlingen vinns av Nolby Alpina SK.
  - Storslalom vinns av Monica Åijä, Gällivare SK. Lagtävlingen vinns av Östersund-Frösö SLK.
  - Störtlopp vinns av Annelie Sundgren, Nolby Alpina SK. Lagtävlingen vinns av Nolby Alpina SK.

### Skidor, nordiska grenar
- 2-8 februari - Svenska mästerskapen i längdskidåkning avgörs i Garphyttan. Torgny Mogren vinner alla tre individuella herrdistanser.[1]
- 23 mars - Matti Nykänen, Finland vinner världscupen i backhoppning före Ernst Vettori, Österrike och Andreas Felder, Österrike.[1]

#### Herrar

##### Världscupen
- 1 Gunde Svan, Sverige
- 2 Torgny Mogren, Sverige
- 3 Vladimir Smirnov, Sovjetunionen

##### Övrigt
- 2 mars - Bengt Hassis,  Orsa IF vinner Vasaloppet.[31]
- Sixten Jernbergpriset tilldelas Lars Håland, IFK Lidingö

##### SM
- 15 km (F) vinns av Torgny Mogren, Åsarna IK. Lagtävlingen vinns av Åsarna IK.
- 30 km (K) vinns av Torgny Mogren, Åsarna IK. Lagtävlingen vinns av Åsarna IK.
- 50 km (F) vinns av Torgny Mogren, Åsarna IK. Lagtävlingen vinns av Åsarna IK.
- Stafett 3 x 10 km (K) vinns av Dala-Järna IK med laget  Sven-Erik Danielsson, Gunde Svan och Erik Östlund .

#### Damer

##### Världscupen
- 1 Marjo Matikainen, Finland
- 2 Marianne Dahlmo, Norge
- 3 Britt Pettersen, Norge

##### SM
- 5 km (F) vinns av Marie Johansson, IFK Mora. Lagtävlingen vinns av IFK Mora.
- 10 km (K) vinns av Marie Johansson, IFK Mora. Lagtävlingen vinns av Sollefteå SK.
- 20 km (F) vinns av Karin Lamberg-Skog, IFK Mora. Lagtävlingen vinns av IFK Mora.
- Stafett 3 x 5 km (K) vinns av Sollefteå SK med laget  Stina Karlsson, Carina Görlin och Lis Frost .

### Skidorientering
- 19-24 februari - Världsmästerskapen avgörs i Batak.[32]

### Skidskytte

#### Herrar
- 20-23 februari - Världsmästerskapen avgörs i Oslo.[1]

##### VM
- Sprint 10 km
  - 1 Valerij Medvedzev, Sovjetunionen
  - 2 Franz Schuler, Österrike
  - 3 André Sehmisch, DDR
- Distans 20 km
  - Valerij Medvedzev, Sovjetunionen
  - 2 André Sehmisch, DDR
  - 3 Alfred Eder, Österrike
- Stafett 4 x 7,5 km
  - 1 Sovjetunionen – Jurij Kasjkarov, Dimitrij Vasiljev, Valerij Medvedzev & Sergej Bulygin
  - 2 DDR – Jürgen Wirth, Frank-Peter Roetsch, Mathias Jacob & André Sehmisch
  - 3 Italien – Werner Kiem, Gottlieb Taschler, Johann Passler & Andreas Zingerle

##### Världscupen
- 1 André Sehmisch, DDR
- 2 Peter Angerer, Västtyskland
- 3 Mathias Jacob, DDR

#### Damer

##### VM
- Sprint 7,5 km
  - 1 Kaja Parve, Sovjetunionen
  - 2 Nadesjda Belova, Sovjetunionen
  - 3 Eva Korpela, Sverige
- Distans 10 km
  - 1 Eva Korpela, Sverige
  - 2 Siv Bråten, Norge
  - 3 Sanna Grønlid, Norge
- Stafett 3 x 5 km
  - 1 Sovjetunionen – Kaja Parve, Nadesjda Belova, & Verena Tjernychova
  - 2 Sverige – Eva Korpela, Inger Björkbom & Sabine Karlsson
  - 3 Norge – Sanna Grønlid, Siv Bråten & Anne Elvebakk

##### Världscupen
- 1 Eva Korpela, Sverige
- 2 Sanna Grønlid, Norge
- 3 Lise Meloche, Kanada

### Sportskytte
- 7- 14 september - Världsmästerskapen avgörs i Suhl.[1]

### Squash
- 11 november - Ros Norman, Nya Zeeland vinner med 2-1 över Jahangir Khan, Pakistan, obesegrad sedan april 1981, med 2-1 i Toulouse vid världscupfinalen.[1]

### Tennis
- 27 juli - Emilio Sanchez, Spanien vinner Swedish Open i Båstad genom att finalslå Mats Wilander, Sverige med 2-1 i set.[1]

#### Herrar
- 19 januari - Ivan Lendl, Tjeckoslovakien vinner GP Masters-finalen i Madison Square Garden i New York mot Boris Becker, Västtyskland med 3-0 i set.[1]
- 9 november - Stefan Edberg, Sverige besegrar Mats Wilander, Sverige i finalen av Stockholm Open.[1]
- 23 november - Ivan Lendl, Tjeckoslovakien vinner Damernas Mastersfinal i New York med 3-1 i set mot  Boris Becker, Vättyskland.[1]
- 28 december - Davis Cup: Australien finalbesegrar Sverige med 3-2 i Melbourne.[33]
- Tennisens Grand Slam:
  - 8 juni - Ivan Lendl, Tjeckoslovakien vinner Franska öppna genom att finalslå Mikael Pernfors, Sverige med 3-0 i set.[1]
  - 6 juli - Boris Becker, Tyskland vinner Wimbledon genom att finalslå Ivan Lendl, Tjeckoslovakien med 3-0 I set.[1]
  - 7 september - Ivan Lendl, Tjeckoslovakien vinner US Open genom att finalslå . Miloslav Mečíř, Tjeckoslovakien med 3-0 i set.[1]
  - Australiska öppna – Ingen tävling eftersom man återgick till den gamla ordningen och genomförde tävlingen i början av året (d.v.s. 1987)

#### Damer
- 27 juli - USA vinner Federation Cup genom att finalbesegra Tjeckoslovakien med 2-1 i Prag.[34]
- 23 november - Martina Navratilova, USA vinner Damernas Mastersfinal i New York med 2-1 i set mot 17-åriga Steffi Graf, Vättyskland.[1]

- Tennisens Grand Slam:
  - Franska öppna - Chris Evert-Lloyd, USA[1]
  - Wimbledon - Martina Navratilova, USA
  - US Open - Martina Navratilova, USA
  - Australiska öppna – Se under Herrar!

### Triathlon
- 18 oktober - Dave Scott, USA vinner Hawaii Ironman.[1]

### Tyngdlyftning
- 16 november - Bulgarien dominerar världsmästerskapen i Sofia.[1]

### Volleyboll
- 13 september - Kina blir damvärldsmästare genom att finalbesegra Kuba med 3-1 i Prag.[35]
- 5 oktober - USA blir herrvärldsmästare genom att finalbesegra Sovjet med 3-1 i Frankrike.[36]

## Evenemang
- VM i basket anordnas i Madrid, Spanien
- VM i curling för damer anordnas i Kelowna, Kanada
- VM i curling för herrar anordnas i Toronto, Kanada
- VM i cykel anordnas i Colorado Springs, USA
- VM i fotboll anordnas i Mexico City, Mexiko
- VM i ishockey anordnas i Moskva, Sovjetunionen
- VM i konståkning anordnas i Genève, Schweiz
- VM i skidskytte för damer anordnas i Falun, Sverige
- VM i skidskytte för herrar anordnas i Oslo, Norge
- EM i bordtennis anordnas i Prag, Tjeckoslovakien
- EM i friidrott anordnas i Stuttgart, Västtyskland
- EM i friidrott inomhus anordnas i Madrid, Spanien
- EM i konståkning anordnas i Köpenhamn, Danmark

## Födda
- 2 januari - Elchin Alizade, azerbajdzjansk boxare.
- 8 januari - David Silva, spansk fotbollsspelare.
- 23 januari - Aljaksandr Haŭrusjka, vitrysk fotbollsspelare.
- 9 februari - Azize Tanrıkulu, turkisk taekwondoutövare.
- 12 februari - Jahon Qurbonov, tadzjikisk amatörboxare.
- 19 februari - Marta, brasiliansk fotbollsspelare.
- 20 februari - Agnieszka Bednarek, polsk volleybollspelare
- 20 mars – Rok Benkovič, slovensk backhoppare.
- 30 mars - Sergio Ramos, spansk fotbollsspelare.
- 27 april - Dinara Safina, rysk tennisspelare.
- 28 april - Ivett Gonda, kanadensisk taekwondoutövare.
- 21 maj - Hwang Kyung-Seon, sydkoreansk taekwondoutövare.
- 3 juni - Rafael Nadal, spansk tennisspelare.
- 7 juni - Abbos Atoev, uzbekisk amatörboxare.
- 18 juni - Richard Gasquet, fransk tennisspelare.
- 31 juli - Jevgenij Malkin, rysk ishockeyspelare.
- 1 augusti - Anton Strålman, svensk ishockeyspelare.
- 5 augusti – Kathrin Zettel, österrikisk alpin skidåkare.
- 17 augusti - Marcus Berg, svensk fotbollsspelare.
- 20 augusti - Lim Su-Jeong, sydkoreansk taekwondoutövare.
- 21 augusti - Usain Bolt, jamaicansk friidrottare.
- 10 september - Burhan Brahimi, svensk landslagsboxare.
- 17 september - David Howland, nordirländsk fotbollsspelare.
- 19 september - Sebastian Karlsson, svensk ishockeyspelare.
- 27 september - Joakim Sjöhage, svensk fotbollsspelare.
- 30 oktober – Thomas Morgenstern, österrikisk backhoppare.
- 29 december - Joe Anyon, engelsk fotbollsmålvakt.

## Avlidna
- 5 januari – Ilmari Salminen, finländsk friidrottare.
- 2 maj – Henri Toivonen, finländsk rallyförare.[1]
- 15 maj – Elio de Angelis, fransk Formel 1-förare (träning).[1]
- 31 maj – Michael Wyder, schweizisk rallykartläsare.[1]
- 1 juni – Joe Gartner, österrikisk sportvagnsförare.[1]
- 7 juni – Andy Cooper, brittisk tävlingsmotorcyklist.[1]
- 15 juni – Jurgen Askard, dansk racerbåtförare (tävling).[1]
- 15 juli – Billy Haughton, amerikansk travtränare och kusk.
- 17 maj – Ljudmila Pachomova, rysk konståkare.
- 29 september – Rudolf Eklöw, 82, svensk sportjournalist.[1]

### Fotnoter
1. 1 2 3 4 5 6 7 8 9 10 11 12 13 14 15 16 17 18 19 20 21 22 23 24 25 26 27 28 29 30 31 32 33 34 35 36 37 38 39 40 41 42 43 44 45 46 47 48 49 50 51 52 53 54 55 56 57 58 59 60 61 62 63 64 65 66 67 68 69 70 71 72 73 74 75 76 77 78 79 80 81 82 83 84 85 86 87 88 89 90 91 92 93 94 95 96 97 98 99 100 101 102 103 104 105 106 107 108   Horisont 1986. Bertmarks
2. ↑  Erik Jonsson (14 mars 1986). ”1980–1989”. Svenska Bandyförbundet. Arkiverad från originalet den 17 mars 2020. https://web.archive.org/web/20200317214724/https://www.svenskbandy.se/BANDYFINALEN/HISTORIK/Svenskamastare/Damer/1980-1989. Läst 18 mars 2020.
3. ↑  Erik Jonsson (16 mars 1986). ”1980–1989”. Svenska Bandyförbundet. https://www.svenskbandy.se/BANDYFINALEN/HISTORIK/Svenskamastare/Herrar/1980-1989/. Läst 18 mars 2020.
4. ↑  ”Slutspelet 1985/86”. Jimbobandy. Arkiverad från originalet den 24 maj 2012. https://archive.is/20120524221118/http://www.jimbobandy.nu/80-tal/86_slut.html. Läst 20 augusti 2011.
5. ↑  ”Canada” (på engelska). Bandytipset. https://www.oocities.org/~bandytips/English/Canada.html. Läst 2 september 2011.
6. ↑  ”1986 World Series” (på engelska). Baseball-Reference.com. http://www.baseball-reference.com/postseason/1986_WS.shtml. Läst 9 juli 2015.
7. ↑  ”Basketball Reference”. http://www.basketball-reference.com/leagues/NBA_1986_games.html. Läst 25 augusti 2011.
8. ↑  ”Sport Statistics”. Arkiverad från originalet den 12 juli 2008. https://web.archive.org/web/20080712055704/http://todor66.com/basketball/World/Men_1986.html. Läst 24 augusti 2011.
9. ↑  ”Sport Statistics”. Arkiverad från originalet den 8 maj 2009. https://www.webcitation.org/5gcuj49Nu?url=http://todor66.com/basketball/World/Women_1986.html. Läst 24 augusti 2011.
10. ↑  ”African Nations Cup 1986” (på engelska). RSSSF. http://www.rsssf.com/tables/86a.html. Läst 16 augusti 2011.
11. 1 2 3  ”European Competitions 1985-86” (på engelska). RSSSF. http://www.rsssf.com/ec/ec198586.html. Läst 16 augusti 2011.
12. ↑  ”England FA Challenge Cup 1985-1986” (på engelska). RSSSF. http://www.rsssf.com/tablese/engcup1986.html. Läst 19 augusti 2012.
13. ↑  ”World Cup 1986” (på engelska). RSSSF. http://www.rsssf.com/tables/86f.html. Läst 12 augusti 2011.
14. ↑  Jimmy Lindahl (13 mars 2005). ”Svenska cupen – finalmatcher”. Bolletinen. http://www.bolletinen.se/sfs/pdf/stat_h_allsvens_1941_2005_stat_herr_cupen_finalmatcher.pdf. Läst 21 augusti 2012.
15. ↑  ”Brazil Womens' National Team - Only "A" Matches” (på engelska). RSSSF Brasil. http://www.rsssfbrasil.com/sel/brazilaw.htm. Läst 20 augusti 2011.
16. ↑  ”San Marino - International Results” (på engelska). RSSSF. http://www.rsssf.com/tabless/sanm-intres.html. Läst 20 augusti 2011.
17. ↑  Martin Kroon (30 oktober 2012). ”KROON: 26 år sedan första dubbelguldet”. expressen.se. Klas Granström, Expressen. https://www.expressen.se/sport/kvp-sport/kroon-26-ar-sedan-forsta-dubbelguldet/. Läst 10 juni 2022.
18. ↑  Jimmy Lindahl (13 mars 2005). ”Svenska cupen för damer”. Bolletinen. http://www.bolletinen.se/sfs/pdf/stat_d_lanslag_19981_2005_sv_cup_damer.pdf. Läst 21 augusti 2012.
19. ↑  ”1980” (på portugisiska). Sylvesterloppet. Arkiverad från originalet den 25 februari 2014. https://web.archive.org/web/20140225133111/http://www.saosilvestre.com.br/1980/item/1980. Läst 19 augusti 2012.
20. ↑  ”Boston Marathon”. Arkiverad från originalet den 27 april 2015. https://web.archive.org/web/20150427035419/http://www.baa.org/races/boston-marathon/boston-marathon-history/past-champions/past-mens-open-champions.aspx. Läst 9 april 2011.
21. ↑  ”Boston Marathon”. Arkiverad från originalet den 7 mars 2012. https://web.archive.org/web/20120307073943/http://www.baa.org/races/boston-marathon/boston-marathon-history/past-champions/past-womens-open-champions.aspx. Läst 9 april 2011.
22. ↑  ”Sport Statistics”. Arkiverad från originalet den 24 augusti 2011. https://web.archive.org/web/20110824151537/http://www.todor66.com/handball/World/Men_1986.html. Läst 23 augusti 2011.
23. ↑  ”Sport Statistics”. Arkiverad från originalet den 24 augusti 2011. https://web.archive.org/web/20110824171756/http://www.todor66.com/handball/World/Women_1986.html. Läst 23 augusti 2011.
24. 1 2  ”Datum i innebandyhistorien”. Svenska Innebandyförbundet. Arkiverad från originalet den 15 maj 2021. https://web.archive.org/web/20210515132333/https://epiadmin.innebandy.se/sv/StatistikHistorik/Datum-i-innebandyhistorien/. Läst 22 augusti 2011.
25. ↑  ”Championnat du monde 1986 des moins de 20 ans” (på franska). Hockey Archives. 4 januari 1986. https://www.hockeyarchives.info/U-20_1986.htm. Läst 9 september 2012.
26. ↑  ”Championnat de Suède 1985/86” (på franska). Hockey Archives. 23 mars 1986. https://www.hockeyarchives.info/Suede1986.htm. Läst 15 augusti 2011.
27. ↑  ”Championnats du monde 1986” (på franska). 28 april 1986. https://www.hockeyarchives.info/mondial1986.htm. Läst 15 augusti 2011.
28. ↑  ”NHL 1985/86” (på franska). Hockey Archives. https://www.hockeyarchives.info/NHL1986.htm. Läst 23 mars 2020.
29. ↑  ”Coupe d'Europe 1985/86” (på franska). Hockey Archives. 30 augusti 1986. https://www.hockeyarchives.info/Europe1986.htm. Läst 9 september 2012.
30. ↑  ”Matches internationaux 1986/87” (på franska). Hockey Archives. 21 december 1986. https://www.hockeyarchives.info/inter1987.htm. Läst 20 augusti 2012.
31. ↑  ”Historiska segrare”. Vasaloppet. Arkiverad från originalet den 22 mars 2020. https://web.archive.org/web/20200322121012/https://www.vasaloppet.se/wp-content/uploads/sites/1/2019/09/historiska_segrare_vasaloppet_sve_2019-09-18.pdf. Läst 5 september 2011.
32. ↑  ”World Ski Orienteering Championships 1986” (på engelska). http://orienteering.org/events/?event_id=119. Läst 9 september 2012.
33. ↑  ”Davis Cup”. http://www.daviscup.com/en/results/tie/details.aspx?tieId=10000700. Läst 20 augusti 2011.
34. ↑  ”Fed Cup”. Arkiverad från originalet den 8 maj 2012. https://web.archive.org/web/20120508164610/http://www.fedcup.com/en/results/tie/details.aspx?tieId=20004010. Läst 21 augusti 2011.
35. ↑  ”Sport Statistics”. Arkiverad från originalet den 24 mars 2012. https://web.archive.org/web/20120324134006/http://todor66.com/volleyball/World/Women_1986.html. Läst 24 augusti 2011.
36. ↑  ”Sport Statistics”. Arkiverad från originalet den 16 november 2015. https://web.archive.org/web/20151116062014/http://todor66.com/volleyball/World/Men_1986.html. Läst 24 augusti 2011.